# Szilveszteri kölni szexuális támadások
2015 szilveszter estéjén észak-afrikai és közel-keleti származású fiatal férfiak csoportosan zaklattak és bántalmaztak nőket a németországi Kölnben, a főpályaudvar környékén. Az eset később a kölni fekete szilveszter nevet kapta. A német országos sajtó csak 4-5 nap múlva közölt híreket az eseményekről, az elkövetők származásáról pedig kezdetben hallgatott. Hasonló bűnesetek történtek Hamburgban, Stuttgartban, Zürichben, Salzburgban, Bécsben és Helsinkiben is.
Az eset után komoly bírálatok és támadások érték Angela Merkel német kancellárt és a német hatóságokat, mivel három napig igyekeztek hallgatni a történtekről. A sajtót is bírálatok érték, mert többnyire elodázóan beszélt a történtekről, másutt pedig tagadták, hogy ilyen jellegű támadások történtek volna Kölnben.

## Események
Mintegy 1000 fő, többségében „migrációs hátterű” férfi gyűlt össze 2015 szilveszter éjszaka a kölni főpályaudvar előterében. A tömegből csoportok képződtek, amelynek tagjai petárdákat dobáltak, majd körbeállták a közeli téren az újévet ünneplő nőket, inzultálták és meglopták őket. A rendőrség kis létszámú erőkkel lépett fel, és nem volt képes megakadályozni az atrocitásokat. Beszámolók szerint az elkövetők nem is féltek a rendőrségtől, sőt voltak akik bátran kijelentették, hogy érinthetetlenek, bármi megengedett nekik, mivel „Angela Merkel védelme alatt állnak,” aki beengedte őket Németországba.

## Reakciók

### Civil
Egyes közösségi oldalakon, így a Facebookon olyan csoportok szerveződtek, amelyek a támadások tagadására, elbagatellizálására jöttek létre. A megfogalmazott állításokat pusztán rasszistának, a bevándorlókkal szembeni kirekesztésnek titulálták. Arra is törekedtek, hogy a jelentkező és feljelentést tevő áldozatok adatait kinyomozzák és nyilvánossá tegyék. Végül ennek a mozgolódásnak nem lett komoly következménye és a csoportok rövid időn belül megszűntek.

### Politika

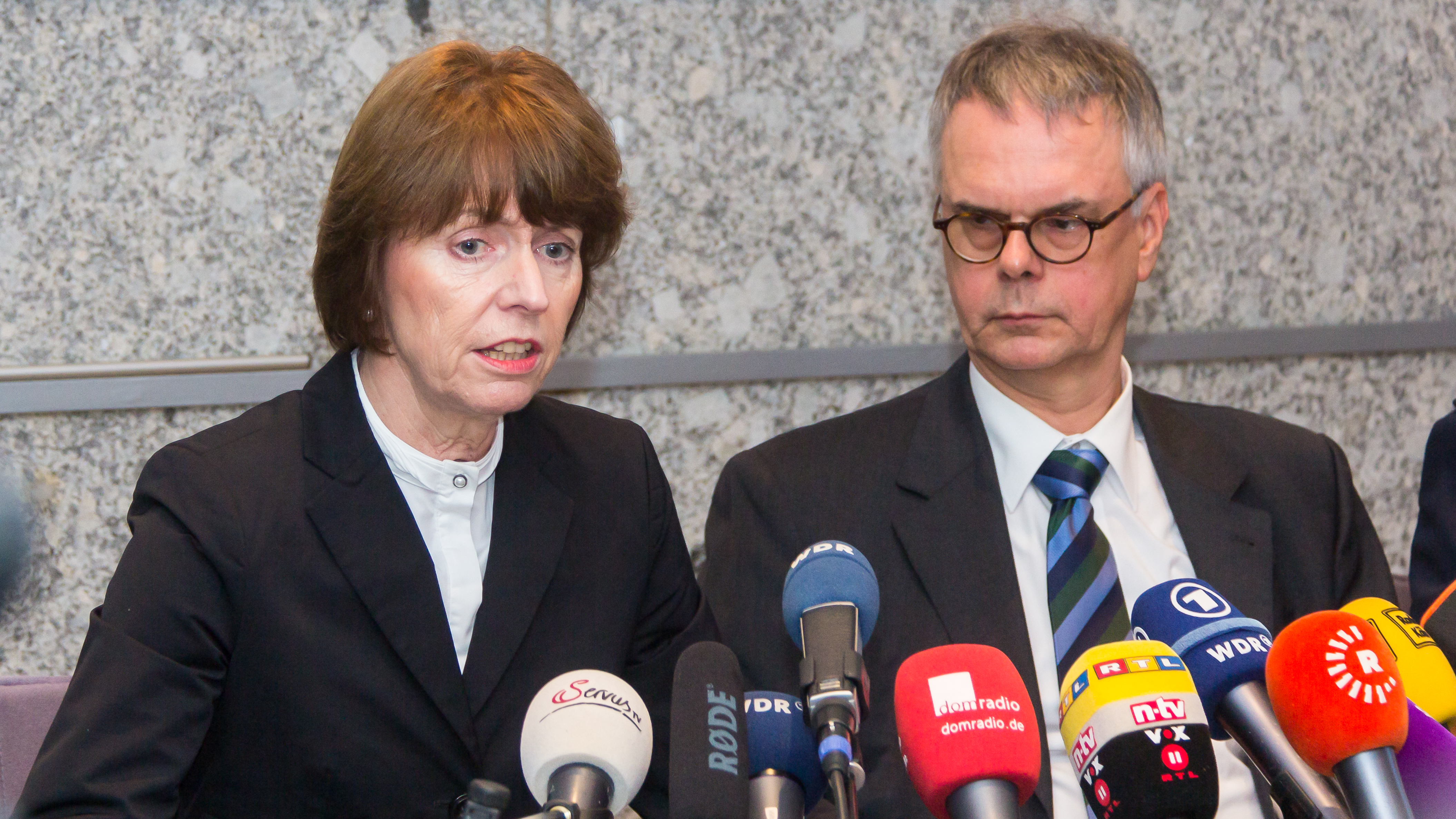
Henriette Reker kölni főpolgármester és Wolfgang Albers városi rendőr-főkapitány sajtótájékoztatója 2016. január 5-én

Angela Merkel kancellár (CDU) visszataszító támadásnak ítélte az történteket.
Thomas de Maizière belügyminiszter (CDU) riasztónak nevezte a történteket, és kijelentette, hogy azokat nem lehet eltűrni. Szerinte a nők elleni szexuális támadások aljas cselekedetek és nem elfogadhatóak, az elkövetőket pedig fel kell kutatni. Hangsúlyozta, hogy jogállamban nem lehet hagyni, hogy azok az emberek, akik a mi városainkban békésen ünnepelnek, ilyen támadásoknak legyenek kitéve.
Heiko Maas igazságügy-miniszter (SPD) azt mondta: „Ezeket a gyáva és megvetendő támadásokat nem fogjuk eltűrni. A tetteseket meg kell büntetni.” Szerinte az eseményeket valakik előre megtervezték.

### Média
- Jurenkó Ferenc: Vidáman elkendőzte volna a bevándorlók erőszakoskodását a német sajtó (HTML). Alfahír, 2016. január 5. (Hozzáférés: 2016. január 5.)

## Hatósági eljárások
A rendőrséghez mintegy 1200 feljelentés érkezett, ebből kb. 500-at szexuális bűncselekmények miatt tettek. A német büntetőjogban a molesztálás, fogdosás csak akkor bűncselekmény, ha az az áldozat testi ellenállásával találkozik, a szóbeli tiltakozás még kevés, a bizonyítási eljárás ezért nehézségekbe ütközött.
Wolfgang Albers kölni rendőr-főkapitány először úgy nyilatkozott, hogy beosztottjai szakszerűen jártak el szilveszterkor, és a történtek a bűnözés új dimenzióját jelentik,  ám 2016. január 8-án lemondott (a BBC később azt írta, hogy Thomas de Maizière belügyminiszter ideiglenesen kényszernyugdíjazta).
A rendőrség külön nyomozócsoportot állított fel az esetek kivizsgálására. A kölni mellett a düsseldorfi rendőrök is bekapcsolódtak a nyomozásba, mert felmerült, hogy egy mintegy kétezer arab vagy észak-afrikai tagból álló bűnszervezet is kapcsolatba hozható az incidensekkel.
A rendőrség 2016. március végéig 153 embert gyanúsított meg, közülük 149 fő nem német állampolgár. 24 embert helyeztek előzetes letartóztatásba. A külföldiek többsége, 103 ember marokkói vagy algériai származású. Áprilisban elfogták az események egyik állítólagos fő felelősét Svájcban, de a nemzetiségét nem közölték a hatóságok.

### Bírósági ítéletek
- Egy 26 éves algériai férfit és 23 éves testvérét még januárban vették őrizetbe a Köln melletti Kerpenben egy menekülttáborban.[14] Bizonyítékok hiánya miatt májusban felmentették őket a szexuális kényszerítés vádja alól, de lopás és orgazdaság miatt hat hónapos felfüggesztett szabadságvesztésre ítélték őket.[15]
- 2016. július 7-én egy 21 éves iraki és egy 26 éves algériai férfit egy-egy év felfüggesztett börtönbüntetésre ítéltek szexuális kényszerítés miatt.[16]

A Der Spiegel német lap 2019. márciusi összefoglalója szerint az igazságszolgáltatás a különféle nehézségek miatt gyengén teljesített. 1304 feljelentés született és 661 nő esett szexuális bűncselekmény áldozatává. Az ügyészség 290 feltételezett elkövetőt azonosított, de csak 43 eljárást tudott indítani és 52 személy ellen emelt vádat. A gyanúsítottak közül 17 fő algériai, 16 marokkói és 7 iraki volt. A 43 eljárás közül 6-ot leállítottak, mert a gyanúsítottak eltűntek. A 37 befejezett eljárásban 32 embert elítéltek, a legtöbb esetben azonban nem szexuális bűncselekmény, hanem lopás, rablás vagy orgazdaság miatt. Szexuális bűncselekményért 3 embert ítéltek el, és közülük ketten csupán felfüggesztett büntetést kaptak.

## Külső hivatkozások
- Minden testnyílásomnál éreztem egy ujjat – Index, 2016. január 5.
- Marcel Leubecher: Muslime fordern Rücktritte bei der Polizei – Die Welt, 2016. január 6. (németül)
- Kölni szilveszter: percenként két nőt molesztáltak a dóm előtt – Index, 2016. január 22.
- Fodor István: A kölni események a németországi muszlimok szemszögéből – Kelet Fényei.hu, 2016. június 26.